# Zvezda i smert Khoakina Murjety
Zvezda i smert Khoakina Murjety (russisk: Звезда и смерть Хоакина Мурьеты) er en sovjetisk spillefilm fra 1982 af Vladimir Grammatikov.

## Medvirkende
- Andrej Kharitonov som Joaquin Murieta
- Aljona Beljak som Teresa
- Aleksandr Filippenko
- Eduard Martsevitj
- Oksana Botjkova